# Modulok
Modulok è un personaggio della linea di giocattoli Masters of the Universe. È caratterizzato dalla carnagione rossa, due teste, quattro braccia e sei gambe. 
Anche se ha fatto la prima apparizione nella serie He-Man and the Masters of the Universe, fa parte dell'Orda infernale secondo i giocattoli Masters. Nella serie animata He-Man e i dominatori dell'universo, lavora inizialmente in un episodio prima per se stesso e poi per Skeletor, ma poi successivamente, nella serie spin-off She-Ra, la principessa del potere, lo si vede proporsi a Hordak dopo non essere stato valorizzato da Skeletor e quindi diventerà un membro dell'Orda Infernale a tutti gli effetti. Nella serie animata, a differenza del giocattolo, presenta una testa soltanto.

## Biografia del personaggio
Giocattoli e minicomics (1985-87):
He-Man e i Dominatori dell'Universo:
She-Ra, Principessa del Potere:
Masters Of The Universe 200x: